# Kawai Tetta
Kawai Tetta (河井 哲太 Kawai Tetta, sinh ngày 8 tháng 5 năm 2000) là một cầu thủ bóng đá người Nhật Bản. Anh thi đấu cho Gamba Osaka.

## Sự nghiệp
Kawai Tetta gia nhập câu lạc bộ tại J1 League Gamba Osaka năm 2017.

## Thống kê sự nghiệp
Thành tích đội dự bị
Cập nhật gần đây nhất: 9 tháng 12 năm 2017
| Thành tích câu lạc bộ | Thành tích câu lạc bộ | Thành tích câu lạc bộ | Giải vô địch | Giải vô địch | Tổng cộng | Tổng cộng |
| Mùa giải              | Câu lạc bộ            | Giải vô địch          | Số trận      | Bàn thắng    | Số trận   | Bàn thắng |
| Nhật Bản              | Nhật Bản              | Nhật Bản              | Giải vô địch | Giải vô địch | Tổng cộng | Tổng cộng |
| --------------------- | --------------------- | --------------------- | ------------ | ------------ | --------- | --------- |
| 2017                  | U-23 Gamba Osaka      | J3                    | 14           | 1            | 14        | 1         |
| Tổng cộng sự nghiệp   | Tổng cộng sự nghiệp   | Tổng cộng sự nghiệp   | 14           | 1            | 14        | 1         |